# Ehlheim
Ehlheim ist ein Gemeindeteil der Gemeinde Dittenheim im mittelfränkischen Landkreis Weißenburg-Gunzenhausen (Bayern). Ehlheim liegt in der Gemarkung Dittenheim.
Das Haufendorf hat rund 60 Einwohner und liegt auf einer Höhe von etwa 410 m ü. NHN.
1346 als „Aulin“ erstmals urkundlich erwähnt, befand sich der Ort lange Zeit im Einflussgebiet der Ansbacher Markgrafen. Seit Anfang des 19. Jahrhunderts ist Ehlheim ein Gemeindeteil von Dittenheim. 
Im Naturpark Altmühltal und an der Altmühl gelegen, deren geschützter Uferbereich das bedeutendste Brutgebiet für Brachvögel und Uferschnepfen in Bayern ist, wird der Ort durch den Altmühltal-Panoramaweg touristisch erschlossen.

## Geographie

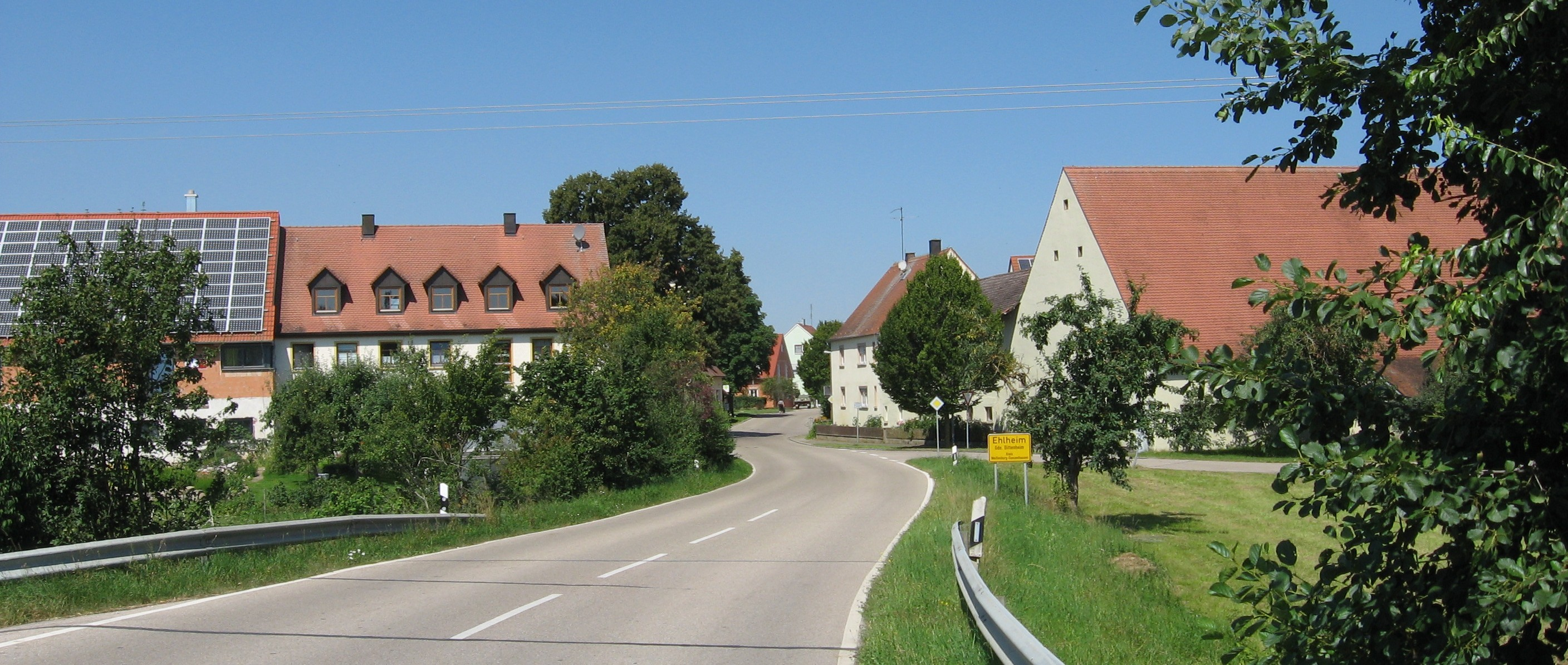
Südöstlicher Ortseingang (2016)

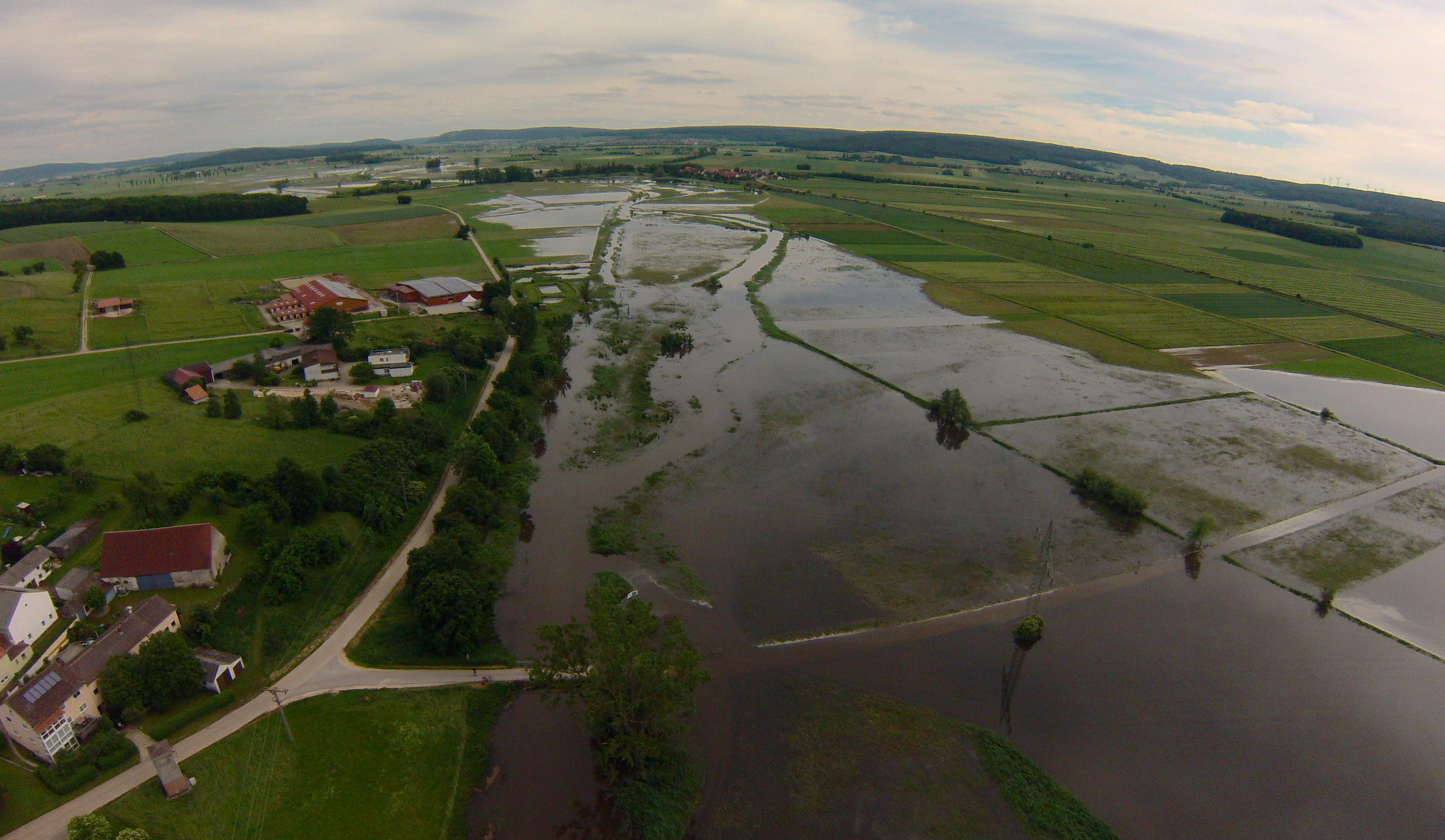
Luftbild des Hochwassers der Altmühl auf Höhe des Nachbarortes Gundelsheim in Richtung Ehlheim (aufgenommen 2013)

### Lage, Naturraum und Geologie
Ehlheim liegt inmitten des Altmühltals und östlich des Hahnenkamms auf offener Flur umgeben von Wiesen und Feldern in Westmittelfranken, rund 2,5 Kilometer Luftlinie sowie 3,4 Kilometer Fahrstrecke südöstlich von Dittenheim innerhalb der Gemarkung Dittenheim in der Verwaltungsgemeinschaft Altmühltal. Nachbarorte sind (im Uhrzeigersinn, beginnend mit Norden) Gundelsheim an der Altmühl, Wachenhofen, Alesheim, Trommetsheim, Meinheim und Dittenheim. Ehlheim liegt unweit westlich bzw. rechts der Altmühl, die mit Abstand zum Ort eine breite Aue durchfließt. Verschiedene Auengräben und Seitenarme der Altmühl bilden mehrere kleine Inseln. Der Ort wird von einem kleinen, unbenannten Bach durchflossen, der in die Altmühl mündet. Damit liegt der Ort im Abflussgebiet der Donau. Zwischen der Altmühl und Ehlheim verläuft die Bahnstrecke Treuchtlingen–Würzburg. Unweit südlich liegt die Gemeindegrenze zu Meinheim, nicht weit östlich verläuft jenseits der Altmühl die Gemeindegrenze zu Alesheim. Ehlheim ist umgeben von den Fluren Schindheck, Lehmgrubenfeld und Härtle. Mit einer Höhe von ca. 410 m ü. NHN ist das Ufer der Altmühl bei Ehlheim der niedrigste Punkt der Gemeinde Dittenheim.
Gemäß Handbuch der naturräumlichen Gliederung Deutschlands gehört Ehlheim zur naturräumlichen Haupteinheitengruppe des Fränkischen Keuper-Lias-Landes. Der Ort liegt im Vorland der Südlichen Frankenalb innerhalb des sogenannten Altmühltrichters der Weißenburger Bucht. Das Gelände ist eben und steigt in westliche Richtung (also von der Altmühl weg) leicht an.
Ehlheim liegt innerhalb des Naturparks Altmühltal. Östlich des Ortes, entlang der Altmühl und begrenzt durch die Bahnstrecke, befinden sich das Fauna-Flora-Habitat Obere Altmühl mit Brunst-Schwaigau und Wiesmet, der Biotop Altmühl mit Seitenarmen und Begleitvegetation zwischen Aha und Ehlheim, das Vogelschutzgebiet Altmühltal mit Brunst-Schwaigau und Altmühlsee sowie das Landschaftsschutzgebiet Schutzzone im Naturpark Altmühltal, die  jeweils beinahe flächengleich sind. Der geschützte Uferbereich der Altmühl mit seinen mageren Flachland-Mähwiesen ist das bedeutendste Brutgebiet für Brachvögel und Uferschnepfen in Bayern. Außerdem hat Ehlheim ein Weißstorchnest.
Geologisch liegt Ehlheim im Gebiet des pleistozänen Lößlehms, wodurch die Erde besonders fruchtbar ist. Darüber findet sich Parabraunerde, darunter Jurakalkstein. Der Erdboden im  südlichen Teil des Ortes sowie das gesamte Gebiet östlich der Altmühl umfasst fluviatile Talfüllung, also vom Fluss angeschwämmte und zerkleinerte Sedimente.

### Klima
Durch seine Lage in Mitteleuropa hat Ehlheim ein humides beziehungsweise feuchtes, kühlgemäßigtes Übergangsklima, das weder sehr kontinental noch sehr maritim ist. Die Temperatur liegt im Jahresmittel bei 9,2 °C, es fallen 862 Millimeter Niederschlag pro Jahr. Die Niederschlagsmenge wird vom Regenschatten der Fränkischen Alb beeinflusst. Trockenster Monat ist der Februar mit 53 Millimetern Niederschlagsmenge, niederschlagsreichster Monat ist der Juli mit 92 Millimetern. Kältester Monat ist der Januar mit durchschnittlich −0,2 °C, wärmster Monat ist der Juli mit durchschnittlich 18,7 °C. Bei starkem, lang anhaltendem Niederschlag besteht aufgrund der Lage an der Altmühl die Gefahr von Überschwemmungen bei Hochwasser, wobei sich die Situation seit der Schaffung des Altmühlsees verbessert hat. Bei extremem Hochwasser können dennoch die Häuser am östlichen, ufernahen Ortsrand bedroht sein. Entlang der Altmühl kommt es zu häufiger Nebelbildung.
|                        | Jan  | Feb  | Mär | Apr  | Mai  | Jun  | Jul  | Aug  | Sep  | Okt  | Nov | Dez  |   |      |
| Mittl. Temperatur (°C) | −0,2 | 0,5  | 4,4 | 9,2  | 13,4 | 17,0 | 18,7 | 18,4 | 14,2 | 9,6  | 4,4 | −1,1 | ⌀ | 9,1  |
| Mittl. Tagesmax. (°C)  | 2,7  | 4,1  | 8,8 | 13,9 | 17,8 | 21,3 | 23,1 | 22,8 | 18,4 | 13,5 | 7,3 | 3,6  | ⌀ | 13,2 |
| Mittl. Tagesmin. (°C)  | −2,9 | −2,9 | 0,3 | 4,3  | 8,8  | 12,3 | 14,1 | 14,0 | 10,3 | 6,2  | 1,8 | −1,2 | ⌀ | 5,5  |
|                        |      |      |     |      |      |      |      |      |      |      |     |      |   |      |
| Niederschlag (mm)      | 65   | 53   | 66  | 59   | 87   | 86   | 92   | 82   | 67   | 66   | 68  | 71   | Σ | 862  |

| −2,9 |

| −2,9 |

| 0,3 |

| 4,3 |

| 8,8 |

| 12,3 |

| 14,1 |

| 14,0 |

| 10,3 |

| 6,2 |

| 1,8 |

| −1,2 |

| −2,9 |

| −2,9 |

| 0,3 |

| 4,3 |

| 8,8 |

| 12,3 |

| 14,1 |

| 14,0 |

| 10,3 |

| 6,2 |

| 1,8 |

| −1,2 |

| N i e d e r s c h l a g | 65  | 53  | 66  | 59  | 87  | 86  | 92  | 82  | 67  | 66  | 68  | 71  |
|                         | Jan | Feb | Mär | Apr | Mai | Jun | Jul | Aug | Sep | Okt | Nov | Dez |

## Geschichte
In der Region gibt es Spuren menschlicher Besiedlung entlang der Mittelgebirge etwa seit der Sesshaftwerdung in der Mittel- und Jungsteinzeit.
Südlich von Ehlheim gibt es eine Freilandstation des Jungpaläolithikums und Funde von Siedlungen des Neolithikums und der Urnenfelderzeit sowie ein Grabhügelfeld der Bronze- und der Hallstattzeit (siehe auch Grabhügelfeld Dittenheim). Zur Römerzeit lag Ehlheim einige Kilometer südlich des Obergermanisch-Raetischen Limes und damit in der römischen Provinz Raetia. Im nahen Theilenhofen gab es ein römisches Militärlager, das Kastell Theilenhofen.
Das Umland war schon im Frühmittelalter zu Zeiten der fränkischen Kolonisation besiedelt. Die Endung „-heim“, die auf eine fränkische Siedlung hinweist, täuscht jedoch: Die erste urkundliche Erwähnung von „Aulin“ (ohne -heim) datiert aus dem Jahr 1346 und bedeutet so viel wie feuchte oder kleine Aue in Anlehnung an die nahegelegenen Altmühlauen. Im Jahr 1419 hieß der Ort Ewlin, 1489 Elen, im 16. Jahrhundert Ehelein und nach dem Dreißigjährigen Krieg erstmals Ehlheim. Im 19. Jahrhundert wurde der Ort auch als „Ehlau“ bezeichnet. Ehlheim als Wohnstättenname ist europaweit einmalig.
Spätestens 1559 wurde die Reformation eingeführt. Nach dem Dreißigjährigen Krieg, der große Zerstörungen mit sich brachte, zogen Exulanten aus Österreich nach Ehlheim, wodurch die Anzahl der Höfe von vermutlich vier auf ca. 14 anstieg.  Im 18. Jahrhundert gehörten die Höfe in Ehlheim dem Kloster Heidenheim, dem Kastenamt Hohentrüdingen, dem Kloster Auhausen, dem Richteramt Wettelsheim, dem Deutschen Orden, dem Fürstentum Ansbach, den Grafen von Oettingen und den Marschällen von Pappenheim. Bis ins 19. Jahrhundert hinein besaß Ehlheim eine Winkelschule.
1796 wurde Ehlheim als Teil des Amtes Sammenheim an Preußen abgetreten und dadurch ein Teil des Wassertrüdinger Kreises. Anschließend fiel im Vertrag von Paris (Februar 1806) Ehlheim wie auch der Rest des ehemaligen Fürstentums Ansbach durch Tausch an das Königreich Bayern. Im Jahre 1846 waren in Ehlheim 13 Häuser, 18 Familien und 82 Seelen, darunter ein Branntweinbrenner, verzeichnet. 1871 lebten die 96 Einwohner Ehlheims in 33 Gebäuden; sie besaßen insgesamt 20 Pferde und 125 Stück Rindvieh. In den amtlichen Ortsverzeichnissen Bayerns wurde Ehlheim in der zweiten Hälfte des 20. Jahrhunderts als „Dorf“ aufgeführt, bis dahin lediglich als „Weiler“. Im Zuge der Verwaltungsreformen in Bayern wurde Ehlheim zunächst 1808 dem Steuerdistrikt Dittenheim zugeteilt und anschließend gemäß dem Gemeindeedikt von 1818 ein Gemeindeteil der Ruralgemeinde Dittenheim. Der Ort gehörte von 1808 bis 1862 zum Landgericht Heidenheim, der in dem Bezirk und späteren Landkreis Gunzenhausen aufging. Dieser wiederum bildet seit der Kreisreform 1972 zusammen mit dem Landkreis Weißenburg in Bayern und der kreisfreien Stadt Weißenburg in Bayern den Landkreis Weißenburg-Gunzenhausen. Ehlheim war damit nie eine selbstständige Gemeinde, sondern stets ein Gemeindeteil von Dittenheim. 
1869 bekam Ehlheim einen Haltepunkt an der Bahnstrecke Treuchtlingen–Würzburg. 
Im Ersten Weltkrieg gab es zwei Gefallene und einen Vermissten; im Zweiten Weltkrieg einen Gefallenen und drei Vermisste. Das Denkmal für die Gefallenen steht in Dittenheim. Am 1. März 1945 wurde bei Ehlheim ein Zug bombardiert, wobei drei Menschen starben und drei weitere verletzt wurden. Kriegsende war am 23. April 1945 mit dem Einmarsch der Amerikaner. Kurz vorher sprengte die Wehrmacht noch alle über die Altmühl führenden Brücken. Von 1960 bis 1961 wurde die Gemeindeverbindungsstraße nach Dittenheim gebaut, die heutige Kreisstraße WUG 1. Im Jahr 1965 wurde Ehlheim an die Wasserversorgung angeschlossen. In den späten 1990er und frühen 2000er Jahren fand eine Dorferneuerung statt.

## Einwohnerentwicklung
Die Einwohnerzahl Ehlheims stieg im 19. Jahrhundert an und erreichte 1950 durch den Zuzug von Heimatvertriebenen einen Höchststand von 142 Einwohnern und sank anschließend infolge von Landflucht kontinuierlich. Ehlheim ist mit seinen gegenwärtig rund 60 Einwohnern nach Buckmühle der zweitkleinste Gemeindeteil der Gemeinde Dittenheim.
- 1818: 79 Einwohner mit 14  Feuerstellen[30][31]
- 1824: 78 Einwohner mit 13 Anwesen[31]
- 1840: 83 Einwohner mit 14 Häusern[25]
- 1853: 87 Einwohner[32]
- 1861: 81 Einwohner mit 33 Gebäuden und einer Schule[24]
- 1871: 96 Einwohner mit 31 Gebäuden[26]
- 1885: 93 Einwohner mit 16 Wohngebäuden[33]
- 1900: 89 Einwohner mit 14 Wohngebäuden und einer Post[34]
- 1925: 115 Einwohner mit 19 Wohngebäuden[35]
- 1950: 142 Einwohner mit 16 Wohngebäuden[36][31]
- 1961: 86 Einwohner mit 17 Wohngebäuden[37]
- 1970: 67 Einwohner[38]
- 1987: 59 Einwohner mit 15 Wohngebäuden[39]

## Religion
Im Ort gibt es gegenwärtig keine Sakralbauten. Die Evangelischen gehören seit der Reformation zur evangelischen Kirchengemeinde St. Peter und Paul in Dittenheim im Evangelisch-Lutherischen Dekanat Gunzenhausen. Die Katholiken werden von der katholischen Kirchengemeinde St. Marien in Gunzenhausen im Dekanat Weißenburg-Wemding im Bistum Eichstätt betreut. Der nächste Friedhof liegt in Dittenheim.
Im Mittelalter besaß Ehlheim eine Kapelle mit einem Turm, die zur Pfarrei Dittenheim gehörte. Nach der Reformation und dem Einsturz des Kapellendaches 1579 wurde die Kapelle einige Jahrzehnte später profaniert und zur Schule umgebaut. Seit 1958 steht an ihrer Stelle das Gemeinde- bzw. Feuerwehrhaus. Die alte Kirchenglocke in Ehlheim wurde 1917 für Kriegszwecke abgenommen und sollte eingeschmolzen werden. Sie lagerte anschließend drei Jahrzehnte auf einem Hamburger Glockenfriedhof und kehrte 1947 nach Ehlheim zurück, wo inzwischen eine neue Glocke angeschafft worden war. Sie wurde dann der Kirchengemeinde Enslwang in der Oberpfalz gespendet und befindet sich heute in Parsberg. Die neue Glocke hängt im Schlauchtrockenturm des Gemeindehauses und wird von der Freiwilligen Feuerwehr genutzt.

## Verwaltung und Infrastruktur
Ehlheim war nie eine selbstständige politische Gemeinde, sondern ist seit dem 19. Jahrhundert stets ein Gemeindeteil von Dittenheim, das seinerseits seit 1978 Mitglied der Verwaltungsgemeinschaft Altmühltal mit Sitz in Meinheim ist. Dementsprechend sind die kommunalen Behörden in Dittenheim und in Meinheim für Ehlheim zuständig. 
Aufgrund der geringen Größe gibt es keine öffentlichen Einrichtungen, Arztpraxen oder Einkaufsmöglichkeiten; der Ort hat lediglich kleinere landwirtschaftliche Betriebe. Die meisten Einwohner pendeln in die umliegenden Dörfer und Städte. Die nächstgelegenen Mittelzentren sind Treuchtlingen, Gunzenhausen und Weißenburg in Bayern. Das nächstgelegene Grundzentrum ist Markt Berolzheim. Die für Ehlheim zuständige Grundschule ist in Dittenheim, die nächste Polizeistation in Gunzenhausen. Das Vereins- und Kulturleben ist auf Dittenheim ausgerichtet. Ehlheim selbst hat eine eigene Freiwillige Feuerwehr, die 1905 gegründet wurde. Neben dem Feuerwehrverein gibt es jedoch keine weiteren Vereine im Ort.
Die Müllabfuhr übernimmt die Städtereinigung Rudolf Ernst aus Aha. Der nächstgelegene Wertstoffhof mit angegliederter Erdaushub- und Bauschuttdeponie befindet sich in Dittenheim. Die Reinigung der Abwässer erfolgt zentral in der Kläranlage Dittenheim, an welches Ehlheim seit 1996 angeschlossen ist. Für die Wasserversorgung zuständig ist der Zweckverband der Pfofelder Gruppe mit Sitz in Gunzenhausen mit zentraler Wasserversorgungsanlage bei Theilenhofen, an das Ehlheim seit 2011 angeschlossen ist. Davor wurde Ehlheim über den Dittenheimer Tiefenbrunnen mitversorgt.

### Bauwerke

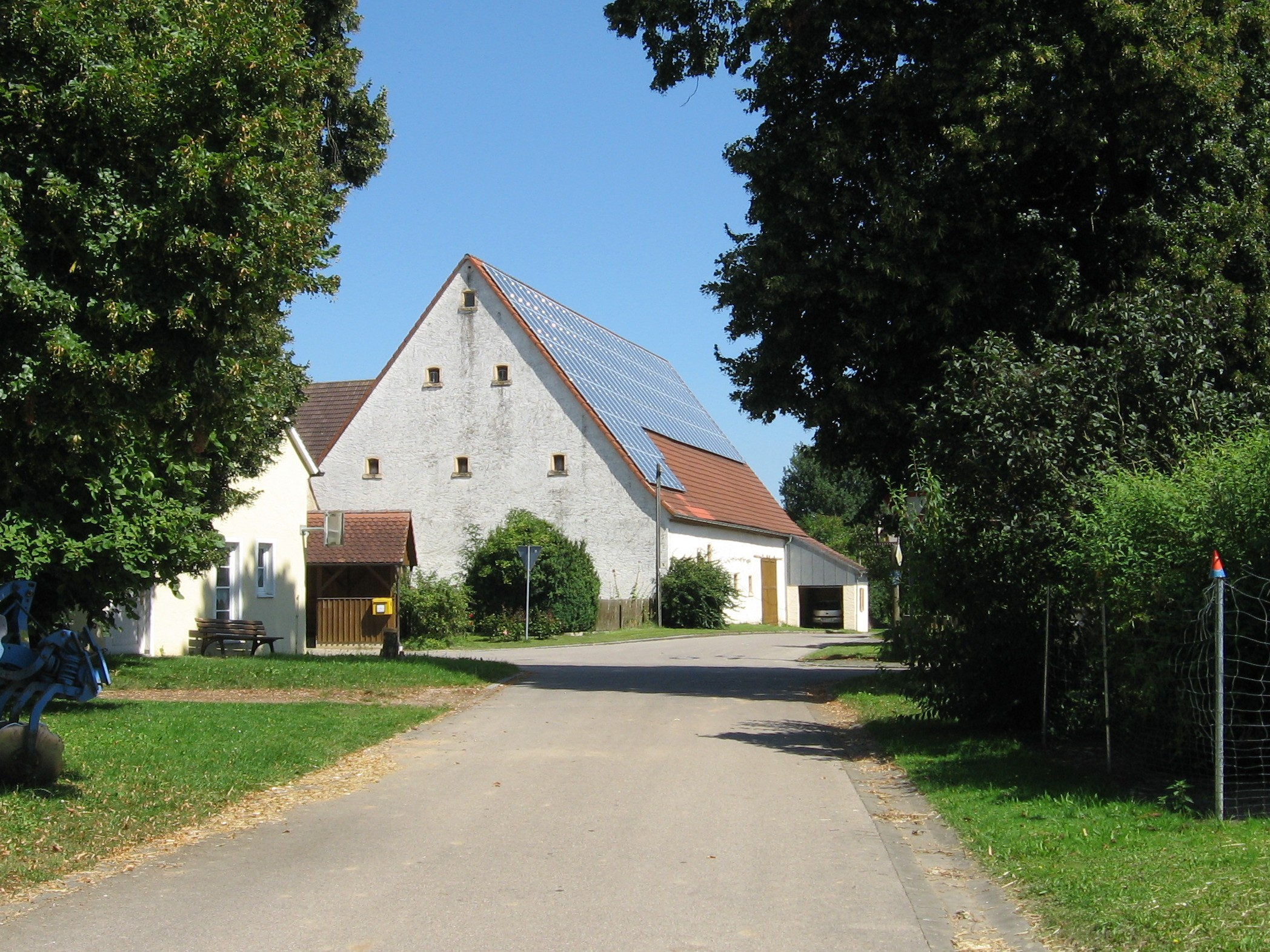
Häuser in Ehlheim (2016)

In Ehlheim gibt es keine Bauwerke, die gemäß Bayerischer Denkmalliste vom Bayerischen Landesamt für Denkmalpflege als Baudenkmal geschützt sind. Innerhalb des Ortes gibt es keine Bodendenkmäler.
Im Jahr 1958 wurde das Gemeindehaus mit Feuerwehrsitz, Schlauchtrockenturm, Leichenwagengarage, einer mittlerweile abgebauten Brückenwaage und einer Gemeinschaftsgefrieranlage mit 8 oder 10 Einzeltruhen und einem Kühlraum neu errichtet und im Jahr 2000 saniert.

### Verkehr

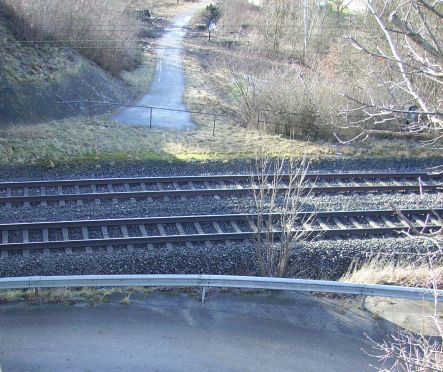
Ehemaliger Haltepunkt Ehlheim

Einige Landstraßen und Feldwege verbinden Ehlheim mit den benachbarten Orten. Die Hauptstraße des Ortes ist die Kreisstraße WUG 28, die von Dittenheim nach Wachenhofen führt, wo sie in die Kreisstraße WUG 1 einmündet. Eine weitere Straße führt nach Meinheim. Sowohl in Dittenheim als auch in Meinheim heißen die nach Ehlheim führenden, jeweiligen Innerortsstraßen Ehlheimer Straße. Die Innerortsstraßen in Ehlheim haben keine Straßennamen, alle Häuser sind von 1 bis 18 durchnummeriert. Zwischen der Bahnstrecke und der Altmühl verläuft der Altmühltalradweg. 
Der Haltepunkt Ehlheim der unmittelbar nordöstlich verlaufenden Bahnstrecke Treuchtlingen–Würzburg wurde 1869 mit zwei durchgehenden Hauptgleisen eröffnet. Mit der Verlagerung des Nahverkehrs auf den Bus 1978 wurde der Haltepunkt aufgelassen und weitgehend rückgebaut. Zur Länderbahnzeit (19. Jahrhundert) wurde ein kleines Bahnhofsgebäude (es entstand ursprünglich aus Anbauten an ein bestehendes Bahnwärterhaus am Gleis Richtung Gunzenhausen) mit offenem Kurbelstellwerk errichtet. Die nächsten Bahnhöfe befinden sich in Treuchtlingen und Gunzenhausen an der Bahnstrecke Treuchtlingen–Würzburg, der nächste Verkehrsflughafen in Nürnberg. Für den ÖPNV ist der Verkehrsverbund Großraum Nürnberg (VGN) zuständig; im Ortskern gibt es eine Bushaltestelle, an der die Busse im Schülerverkehr halten (Linie 801.1), die Ehlheim an die Schulstandorte in Dittenheim, Markt Berolzheim, Gunzenhausen und Treuchtlingen anschließt.